# Corydalis flabellata
Corydalis flabellata là một loài thực vật có hoa trong họ Anh túc. Loài này được Edgew. mô tả khoa học đầu tiên năm 1851.